# ピート (潜水艦)
ピート (USS Peto, SS-265) は、アメリカ海軍の潜水艦。ガトー級潜水艦の一隻。艦名は サバ科のカマスサワラ(英名Wahoo)のスペイン語名に因む。

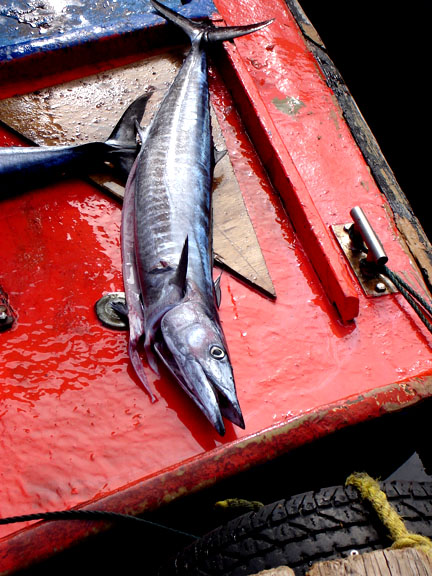
カマスサワラ（スペイン語Peto）

## 艦歴
「ピート」はウィスコンシン州マニトワックのマニトワック造船で1941年6月18日起工される。1942年4月30日にE・A・ロフクィスト夫人によって進水し、11月21日に艦長ウィリアム・T・ネルソン少佐（アナポリス1930年組）の指揮下就役する。12月末、一時的に退役してはしけに乗せられ、マニトワックを出てニューオーリンズへ向かった。ニューオーリンズで調整と出港準備を完了後に再就役しパナマ運河を経て1943年3月14日、オーストラリアのブリスベンに到着した。

### 第1、第2の哨戒 1943年4月 - 8月
4月2日、「ピート」は最初の哨戒でトラック諸島およびソロモン諸島海域に向かった。4月13日、グリニッジ島を偵察したが何も見つけられず、トラックとラバウルおよびカビエン間の航路に哨区を変え、翌日に到着した。4月17日朝、南緯00度20分 東経153度26分 / 南緯0.333度 東経153.433度の地点で2隻の輸送船、2隻の駆逐艦、1隻の小型艇からなる輸送船団を発見するが、護衛の駆逐艦に発見されたため潜航避退を強いられ、9発の爆雷攻撃に耐えた。5月5日夜には、南緯00度24分 東経148度25分 / 南緯0.400度 東経148.417度の地点で聴音とレーダーを頼りに目標に向け魚雷を3本発射し、1本が命中したと判断された。5月11日から12日にかけては、オックスフォード岬を偵察した。5月20日、48日間の行動を終えてブリスベンに帰投した。
6月10日、ピートは2回目の哨戒でビスマルク諸島方面に向かった。6月28日、北緯01度47分 東経151度46分 / 北緯1.783度 東経151.767度の地点で海洋観測船「天海」を発見し、魚雷を2本発射して1本を命中させ撃沈した。7月7日午後には、北緯00度25分 東経147度27分 / 北緯0.417度 東経147.450度のアドミラルティ諸島北方で、2隻の駆逐艦に護衛された特設運送船（給油）「神国丸」（神戸桟橋、10,020トン）を発見し、魚雷を3本発射、うち2本を命中させ小破させた。8月4日、53日間の行動を終えてブリスベンに帰投した。

### 第3、第4の哨戒 1943年9月 - 1944年1月
9月1日、「ピート」は3回目の哨戒でビスマルク諸島の北方方面に向かった。9月12日にナウル島を偵察したあと、ナウル島とトラック間の航路を哨戒したが、5日間の哨戒でいかなる船をも発見することはできなかった。9月20日になって、トラックとラバウルおよびカビエン間の航路に哨区を変え、9月22日には5隻の護衛艦がついた輸送船団を発見したものの、激しい妨害によって攻撃の機会を逸し、適度な距離から追跡するに留まったが、これも護衛艦からの発砲により潜航して退避せざるを得なかったため、結局この輸送船団に対する攻撃はできなかった。9月24日から26日にはアドミラルティ諸島周辺を哨戒したが、やはり何も見つけられなかった。9月27日から29日にかけては、「ニューギニアのウエワク近郊で、撃墜された第5空軍機の搭乗員が救援を求めている」との情報に基づいて接触ならびに救助を試みたが、失敗に終わった。しかし、10月1日になって、ようやく絶好のチャンスが訪れた。夕刻に北緯04度00分 東経143度50分 / 北緯4.000度 東経143.833度のウォレアイ環礁周辺で哨戒中、パラオからラバウルに向かうソ805船団を発見し、魚雷を6本発射。魚雷は陸軍輸送船「金華山丸」（三井船舶、4,950トン）と特設運送船（給炭油）「東寧丸」（大連汽船、4,930トン）の2隻に命中し、両船を撃沈した。10月21日、51日間の行動を終えてブリスベンに帰投した。
11月14日、「ピート」は4回目の哨戒でビスマルク諸島、アドミラルティ諸島およびカロリン諸島方面に向かった。11月20日から24日までツラギ島に寄港した後、12月1日には北緯01度05分 東経146度47分 / 北緯1.083度 東経146.783度のニューアイルランド島北西海域で3隻の小艦艇に護衛された2隻の船団を発見。魚雷を6本発射し、海軍徴傭船「康寧丸」（中村汽船、2,345トン）に3本命中させてこれを撃沈した。12月9日にも北緯03度57分 東経150度16分 / 北緯3.950度 東経150.267度の地点で輸送船団を発見し、反撃をかわして魚雷を6本発射したが命中せず、逆に護衛艦からの爆雷攻撃を受けたため潜航して退避した。12月19日、「ピート」は海兵隊員を乗せるため一旦ツラギ島に戻り、12月25日にタンガ諸島の一つであるボアン島（Boang Island）に上陸させた。1944年1月7日、54日間の行動を終えてブリスベンに帰投。艦長がパウル・ヴァン・ルーネン・ジュニア少佐（アナポリス1934年組）に代わった。

### 第5、第6の哨戒 1944年1月 - 6月
1月31日、「ピート」は5回目の哨戒でニューギニアおよびビスマルク諸島方面に向かった。前回同様ツラギ島で給油した後、2月10日には「セロ (USS Cero, SS-225) 」と会合した。2月18日夜、「ピート」は輸送船団を発見したが、この時遠くで爆発音が聞こえていた。これは、近在の「セロ」が爆雷攻撃を受けていることを示す音であり、「ピート」は「セロ」を逃すべく浮上して護衛艦の注意をひきつけようと機銃で応戦しつつ護衛艦をうまく引き寄せ、この間に「セロ」は脱出に成功した。2月27日にニューギニア沿岸のランゲマク湾で補給を行った後、3月1日に哨戒に復帰。3月3日、「ピート」は南緯01度26分 東経138度00分 / 南緯1.433度 東経138.000度の地点で12ノットで航行する1隻の輸送船を発見して魚雷を5本発射したが、命中しなかった。翌3月4日未明、南緯01度28分 東経138度40分 / 南緯1.467度 東経138.667度のサルミ沖で、ウエワクに向かう輸送船団を発見して魚雷を6本発射し、陸軍輸送船「華陽丸」（三井船舶、4,368トン）に2本を命中させて撃沈した。「第34号掃海艇」が13発の爆雷攻撃を行ったが、「ピート」はうまく脱出した。その後、3月15日にミッドウェー島に進路を向け、3月25日に到着。3月29日、57日間の行動を終えて真珠湾に帰投した。
4月18日、「ピート」は6回目の哨戒で「パーチ (USS Perch, SS-313) 」とともに台湾およびルソン海峡方面に向かった。途中ミッドウェー島に立ち寄って5月2日に出港。途中5月5日に「ピクーダ (USS Picuda, SS-382) 」が合流し、3隻のウルフパックとなった。哨戒海域に到着後は絶好の獲物を探し続け、少なくとも6隻の船との接触には成功した。しかし、浅水深の海域や航空機の影響で絶好の攻撃ポジションにつくことができなかった。「ピート」は行動期限が来たので哨戒海域を後にして、6月15日にミッドウェー島に立ち寄った。6月19日、52日間の行動を終えて真珠湾に帰投。6月21日に「キングフィッシュ (USS Kingfish, SS-234) 」とともにアメリカ本国に向かい、サンフランシスコのベスレヘム・スチールでオーバーホールに入った。オーバーホール中に艦長がロバート・H・カルドウェル・ジュニア少佐（アナポリス1936年組）に代わった。その後、オーバーホールが終わって9月29日にサンフランシスコを離れ、10月7日に真珠湾に到着した。

### 第7、第8、第9、第10の哨戒 1944年10月 - 1945年8月
10月23日、ピートは7回目の哨戒で「スペードフィッシュ (USS Spadefish, SS-411) 」「サンフィッシュ (USS Sunfish, SS-281) 」とウルフパックを構成し東シナ海および黄海に向かった。11月9日に黄海に到着した後、11月12日未明に「ピート」は大爆発音と猛烈な閃光を目撃した。これは近くで哨戒していた「バーブ (USS Barb, SS-220) 」が北緯31度30分 東経125度57分 / 北緯31.500度 東経125.950度の地点でモマ07船団を攻撃していた事を示すものと考えられた。「ピート」はモマ07船団がこちらに向かうと予測して戦闘配置を令しモマ07船団に接近していった。同じ日の朝6時20分、北緯31度46分 東経125度40分 / 北緯31.767度 東経125.667度の男女群島西方280キロ地点でモマ07船団を発見し攻撃。第一撃では魚雷4本を発射し、最も近い陸軍輸送船「辰昭丸」（辰馬汽船、2,746トン）に3本が命中、「辰昭丸」は急激にスピードを落とし、大爆発を起こして沈没した。「辰昭丸」が沈没する頃、「ピート」は第二撃で魚雷を6本発射した。しかし、折からの悪天候で視界も悪く、4つの爆発音は聞こえ炎上しているのも見えたものの、いずれにせよ第二撃の成果は不明だった。11月17日夜、「ピート」らのウルフパックは北緯33度50分 東経124度44分 / 北緯33.833度 東経124.733度の済州島西方洋上でミ27船団を発見し、23時40分に「ピート」は魚雷を3本発射し、うち2本をタンカー「逢坂山丸」（三井船舶、6,925トン）に命中させた。「逢坂山丸」は炎上しながら沈没していったが、後部が浮いているように見えたので「ピート」は再度の魚雷を発射すべく準備したものの、すぐにその作業は不要と判断された。次の獲物を求め、3時間後に魚雷を3本発射。輸送船「鎮海丸」（東亜海運、2,827トン）に1本が命中して鎮海丸は4分で沈没した。11月29日、「ピート」は北緯35度50分 東経125度43分 / 北緯35.833度 東経125.717度の大黒山島近海で小型の沿岸タンカーを発見し、三度にわたって魚雷を計8本発射したが、命中しなかった。12月6日、43日間の行動を終えてグアムアプラ港に帰投。真珠湾に回航された。
1945年1月31日、「ピート」は8回目の哨戒で「スレッシャー (USS Thresher, SS-200) 」「シャード (USS Shad, SS-235) 」および「タイルフィッシュ (USS Tilefish, SS-307) 」とウルフパックを構成しルソン海峡、海南島方面に向かった。2月12日にサイパン島で給油した後哨戒海域に到着したが、適当な目標には遭遇しなかった。3月5日夜には、日本機の爆撃を受けて軽いダメージを負った。4月9日、67日間の行動を終えてミッドウェー島に帰投した。
5月4日、「ピート」は9回目の哨戒で南鳥島方面に向かった。5月12日に南鳥島を空襲する航空部隊の支援に従事したが、幸いなことに救助を要する不時着機はなかった。その後、5月26日にサイパン島タナパグ港に寄港して補給ののち、日本近海に進出して紀伊水道方面で哨戒を行い、6月8日からは常時富士山を見る海域で救助配備に就いた。6月14日には鳥島の沿岸部を撮影した。6月19日、44日間の行動を終えてアプラ港に帰投した。
7月14日、「ピート」は10回目の哨戒で日本近海に向かった。その頃、第38任務部隊（ジョン・S・マケイン・シニア中将）が日本各地を空襲しており、本州沿岸部における支援が主任務となった。7月24日、ピートは浜松近海で空母「レキシントン (USS Lexington, CV-16) 」艦載機のパイロット2名を救助する。一人は両脚に銃創を負っていた。翌25日には北緯34度23分 東経137度25分 / 北緯34.383度 東経137.417度の地点で40ミリ機関砲と20ミリ機銃により50トン級サンパンを撃ち沈め、その一方で9名のパイロットを救助した。8月10日にはイギリス空母「フォーミダブル (HMS Formidable, 67) 」艦載機のパイロットを救助した。8月15日も相変わらず味方航空機の支援を続けていたが、この日に戦争は終わった。8月30日、47日間の行動を終えて真珠湾に帰投した。

### 戦後
「ピート」はパナマ運河地帯に向けて出航し、9月15日に到着した。17日にニューオーリンズに向けて出発し、21日に到着した。1946年6月25日、大西洋艦隊に編入され、予備役艦としてコネチカット州のニューロンドン潜水艦基地で保管された。その後、1956年11月に第8海軍区の予備役訓練艦に指定される。1960年8月1日除籍され、11月10日にスクラップとして売却された。
「ピート」は第二次世界大戦の戦功で8個の従軍星章を受章した。